# NEA日本まつげエクステ協会
一般社団法人NEA日本まつげエクステ協会（えぬいーえー にほんまつげエクステきょうかい）は、まつ毛エクステンションの技術の普及・啓発を目的に、まつ毛エクステンションの養成施設・技術者・製品開発メーカー・関連する専門家によって設立された非営利組織で、一般社団法人である。まつ毛エクステンションの正しい知識と技術の研究・調査・普及活動をおこなう。

## 概要
まつ毛エクステンションに関する民間資格の認定や、NEEC日本まつげエクステコンテストの主催などを行っている。
まつ毛エクステンションは歴史が浅く、公的な教育制度や資格が整備されていないため、統一的な業界団体はなく、社団法人日本アイリスト協会、日本ウィングエクステンション協会、全日本睫毛アートエクステンション協会、NPO法人国際まつ毛エクステンション協会といった団体が乱立し、それぞれが独自に民間資格の認定等の活動を行っている状況であるが、本協会もそのような団体のひとつである。

## 美容師法
まつ毛エクステンションは美容師法第6条の規定により、美容師でなければ業として行うことができない。すなわち、まつ毛エクステンションに関わる公的な資格といえるものは美容師であり、本協会をはじめとしていくつかの団体が認定しているまつ毛エクステンションの民間資格は業として行うことを認める資格ではなく、まつ毛エクステンションの知識や技術等の水準を協会が級分けで証明するものである。

### プロアイリスト検定の実施
本協会は認定者がプロアイリストの呼称を使用できるプロアイリスト検定民間資格を実施している。これは内閣総理大臣認証法人 職業技能評価機構認定の検定試験である。これは最低基準である安全衛生だけでなく、美しさやばらつきのない丁寧さなど、サロンワークに欠かせない高度な技術力を認定する試験であり、技術者の技術向上の機会創出や、従業員の能力査定、昇格基準としても用いられている。

## 沿革
- 2001年6月 - 母体となる日本アートメイクアカデミー開校。まつげエクステ講座の開講。
- 2009年 - NEA日本まつげエクステ協会創立。
- 2010年1月4日 - 一般社団法人として登記。

### 活動
- NEEC日本まつげエクステコンテストの開催による技術の向上
- まつげエクステ技術者定例講習会による技術と知識の向上
- まつ毛エクステンションに関する研究開発と運動